# كارلو كيرلي
كارلو كيرلي (بالإنجليزية: Carlo Curley)‏ هو عازف الأرغن أمريكي، ولد في 24 أغسطس 1952، وتوفي في 11 أغسطس 2012.

## وصلات خارجية
- الموقع الرسمي
- كارلو كيرلي على موقع IMDb (الإنجليزية)
- كارلو كيرلي على موقع ميوزك برينز (الإنجليزية)
- كارلو كيرلي على موقع أول ميوزيك (الإنجليزية)
- كارلو كيرلي على موقع ديسكوغز (الإنجليزية)